# Косу (водохранилище)
Косу (фр. Lac de Kossou) — водохранилище на реке Бандама, крупнейшее озеро в Кот-д'Ивуаре. Создано в 1973 году в результате строительства плотины Косу на реке Бандама. В результате этого 85 тысяч человек (в основном бауле) были вынуждены покинуть затопляемые земли. Длина Косу — 150 км, площадь — 1700 км², объём воды — 30 млрд м³.

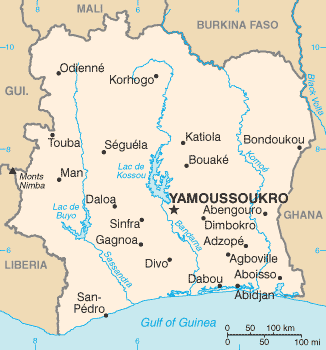
Карта страны с водохранилищем Косу в центре